# Vägen utför
Vägen utför är en svensk film från 1916 i regi av Georg af Klercker.

## Om filmen
Filmen premiärvisades 27 december 1916 på Sture-Teatern i Stockholm. Filmen spelades in vid Hasselbladateljén på Otterhällan i Göteborg med exteriörer från Vasastaden i Göteborg av Carl Gustaf Florin.

## Rollista i urval
- Sybil Smolova - Mary Blom
- Victor Arfvidson - Hennes far
- Arvid Hammarlund - Erik Ström, student
- Manne Göthson - Bern, doktor
- Tekla Sjöblom - Hans hustru
- Gabriel Alw - Tom, sjåare